# 榮·斯諾

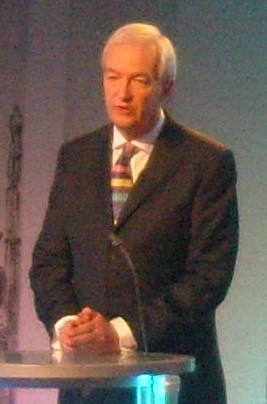
- 琼恩雪诺

榮·斯諾（Jon Snow，1947年9月28日—）是英國的一位電視節目主持人和記者，他現在在ITN工作。他最著名的節目是第四台新聞。自1989年以來，斯諾就是第四台新聞的主持人。斯諾還有很多榮譽職務。在2001年至2008年期間，他曾說牛津布魯克斯大學的校長。